# ريكس مارشال
ريكس مارشال (بالإنجليزية: Rex Marshall)‏ هو مقدم برامج إذاعية أمريكي، ولد في 10 يناير 1919 في بيمبرتون في الولايات المتحدة، وتوفي في 9 مارس 1983 في وايت ريفر جونكشن في الولايات المتحدة.

## وصلات خارجية
- ريكس مارشال على موقع IMDb (الإنجليزية)